# Tony Gigot
Pour les articles homonymes, voir Gigot (homonymie).

a Compétitions nationales et continentales officielles uniquement.

b Matchs officiels uniquement.
Tony Gigot, né le  27 décembre 1990 à Avignon (Vaucluse), est un joueur international français de rugby à XIII évoluant au poste de demi d'ouverture, de demi de mêlée, de centre ou d'arrière des années 2000 à 2020.
T. Gigot grandit à Avignon où il fait ses premiers au rugby à XIII au sein du club local du S.O. Avignon avec lequel il prend part à ses premières rencontres de Championnat de France. Convaincu de pouvoir faire une carrière sportive dans ce sport, il tente des expériences en Angleterre et en Australie, connaissant alors ses premières sélections en équipe de France, puis s'établit chez les Dragons catalans à Perpignan avec lesquels il dispute des rencontres de Super League. Le club catalan ne le reconduit pas et T. Gigot s'essaie au rugby à XV avant de réintégrer le S.O. Avignon. Performant avec ce dernier, prenant part à la Coupe du monde 2013, les Dragons Catalans le rappellent en 2015 où T. Gigot y devient un des joueurs clés de ces derniers.
En août 2017, il est suspendu pour deux ans pour « tentative de corruption » selon l'Agence française de lutte contre le dopage lors d'un contrôle antidopage négatif avant que le Conseil d'État casse cette suspension en février 2018 en déclarant que l'agence antidopage ne peut être juge et partie car ceci est contraire à la Constitution. Sorti de cette affaire après avoir raté la Coupe du monde 2017, il revient aux Dragons Catalans et remporte la Challenge Cup 2018 contre les Warrington Wolves en y étant désigné homme du match, devenant le premier Français à recevoir une telle récompense.
En 2020, il prend part à l'intégration des Toronto Wolfpack en Super League avant que ce dernier déclare forfait en pleine pandémie du COVID puis termine la saison 2020 au Wakefield Trinity. De retour en France, il retourne quelques mois au S.O. Avignon puis prend part au projet du Toulouse dont il devient leur capitaine, y remportant le Championship en 2021 et disputant leur première saison de l'histoire en Super League. Fin 2022, il relève un dernier challenge et joue trois années à Albi R.L. où il ponctue sa carrière sur un titre de Championnat de France en 2025, 48 ans après leur dernier titre.
Parallèlement, il est un joueur cadre de l'équipe de France de 2010 à 2022 comptant dix-neuf sélections avec laquelle il prend part à deux éditions de la Coupe du monde en 2013 et 2022, ratant l'édition 2017. Il y remporte également la Coupe d'Europe en 2018.

## Biographie
Natif d'Avignon, Tony Gigot s'essaie d'abord au football via une maison des jeunes et de la culture aux côtés de son frère Samuel Gigot, puis rapidement pratique le rugby à XIII aux côtés de Clément Durandal (futur champion de France 2018), Nordine Bessaadia et Julien Yvars (décédé dans un accident de voiture en 2013). Il intègre alors le Sporting olympique avignonnais XIII.
Il est rapidement repéré et intègre le Pôle France de Toulouse puis signe pour les Harlequins Rugby League à Londres, club évoluant en Super League. Prenant la mesure de ce que doit être un professionnel, il reconnaît qu'il n'avait pas conscience des exigences nécessaires et reste cantonné à son équipe réserve. Il revient alors en France et signe pour les Dragons Catalans à Perpignan. Dans cette première expérience catalane où il connaît parallèlement ses premières sélections avec l'équipe de France en Coupe d'Europe des nations, il traîne longtemps une blessure à une cheville qui l'éloigne du groupe professionnel, amenant Tony Gigot à casser son contrat pour tenter d'autres essais, d'abord au Provence rugby en rugby à XV puis au sein d'une réserve de National Rugby League les Sharks de Cronulla-Sutherland ne l'empêchant pas de prendre part à la Coupe du monde 2013 avec la France.
De retour à Avignon, une performance de Gigot en demi-finale de Coupe de France contre Saint-Estève XIII catalan (équipe réserve des Dragons Catalans) amène les Dragons Catalans à le recontacter et lui redonner une chance. Tony Gigot saisit alors sa chance et intègre le club. Toutefois, une suspension pour deux ans pour une tentative de soustraction à un contrôle antidopage, se révélant pourtant négatif, l'amène à ne pas participer à la Coupe du monde 2017. Sans remettre en question le rapport de l'AFLD, il déclare toutefois que son comportement était basé sur de l'humour et qu'il n'hésiterait pas à user des moyens légaux pour lui permettre de raccourcir sa suspension.
C'est très concrètement ce que Tony Gigot fait, puisqu'il interjette appel de la décision de suspension, et gagne son recours au mois de février 2018. Cela lui permet d'être réintégré sur les feuilles de matchs des Dragons Catalans dès la troisième journée de la Super League contre Wakefield. Cet incident ne semble pas atteindre sa popularité outre-manche, car cette victoire juridique est désignée comme le « 46ème meilleur moment de la saison 2018 » par le magazine Rugby Leaguer&League Express. Ce retour au premier plan en 2018 à 28 ans emmène Tony Gigot vers des sommets en étant un artisan du premier titre remporté par les Dragons Catalans avec une Challenge Cup et un titre de meilleur joueur de la finale (premier Français à réaliser une telle performance),,. Cette fin d'année 2018 l'amène également à remporter son premier titre en sélection avec la Coupe d'Europe des nations 2018.
En 2021, dans le cadre d'une rencontre de préparation des Dragons Catalans, il est sélectionné dans le XIII du Président réunissant les meilleurs éléments du Championnat de France.

## Palmarès
- Collectif :
  - Vainqueur de la Coupe d'Europe : 2018 (France)
  - Vainqueur de la Challenge Cup : 2018 (Dragons Catalans).
  - Vainqueur du Championnat de France : 2025 (Albi).
  - Vainqueur du Championship : 2021 (Toulouse).
  - Finaliste du Championnat de France : 2024 (Albi).
  - Finaliste de la Coupe de France : 2023 et 2025 (Albi).

- Individuel :
  - Élu meilleur joueur de la finale de la Challenge Cup : 2018 (Dragons Catalans).

### Détails en sélection
| 1.  | 12 juin 2010     | Angleterre     | 6-60  | Amical         | Demi d'ouverture | -  | - | - | - |
| 2.  | 9 octobre 2010   | Irlande        | 58-24 | Coupe d'Europe | Demi d'ouverture | 4  | 1 | - | - |
| 3.  | 9 octobre 2010   | Écosse         | 26-12 | Coupe d'Europe | Demi d'ouverture | 4  | 1 | - | - |
| 4.  | 9 octobre 2010   | Pays de Galles | 11-12 | Coupe d'Europe | Demi d'ouverture | 1  | - | - | 1 |
| 5.  | 20 octobre 2012  | Pays de Galles | 20-6  | Amical         | Talonneur        | -  | - | - | - |
| 6.  | 11 novembre 2012 | Angleterre     | 4-48  | Amical         | Remplaçant       | -  | - | - | - |
| 7.  | 11 novembre 2013 | Samoa          | 6-22  | Coupe du monde | Remplaçant       | -  | - | - | - |
| 8.  | 31 octobre 2014  | Écosse         | 38-22 | Coupe d'Europe | Talonneur        | 4  | 1 | - | - |
| 9.  | 17 octobre 2015  | Irlande        | 31-14 | Coupe d'Europe | Centre           | 8  | 2 | - | - |
| 10. | 30 octobre 2015  | pays de Galles | 14-6  | Coupe d'Europe | Centre           | -  | - | - | - |
| 11. | 7 novembre 2015  | Écosse         | 32-18 | Coupe d'Europe | Centre           | 8  | 2 | - | - |
| 12. | 22 octobre 2016  | Angleterre     | 6-40  | Amical         | Arrière          | 2  | - | 1 | - |
| 13. | 17 octobre 2018  | Angleterre     | 6-44  | Amical         | Centre           | -  | - | - | - |
| 14. | 27 octobre 2018  | pays de Galles | 54-18 | Coupe d'Europe | Arrière          | 18 | 1 | 7 | - |
| 15. | 3 novembre 2018  | Irlande        | 24-10 | Coupe d'Europe | Arrière          | 8  | - | 4 | - |
| 16. | 24 octobre 2021  | Angleterre     | 10-30 | Test-match     | Demi de mêlée    | -  | - | - | - |
| 17. | 17 octobre 2022  | Grèce          | 34-12 | Coupe du monde | Demi de mêlée    | 4  | 1 | - | - |
| 18. | 22 octobre 2022  | Angleterre     | 18-42 | Coupe du monde | Demi de mêlée    | -  | - | - | - |
| 19. | 30 octobre 2022  | Samoa          | 4-62  | Coupe du monde | Demi de mêlée    | -  | - | - | - |

#### Détails en club
| Saison    | Saison                  | Championnat           | Championnat | Championnat | Championnat | Championnat | Championnat | Championnat | Coupe           | Coupe      | Sélection | Sélection | Sélection | Sélection | Sélection | Sélection | Sélection |
| Saison    | Saison                  | Comp.                 | Class.      | M           | Pts         | Ess.        | Buts        | Dp.         | Comp.           | Class.     | Comp.     | M         | Pts       | Ess.      | Buts      | Dp.       |           |
| --------- | ----------------------- | --------------------- | ----------- | ----------- | ----------- | ----------- | ----------- | ----------- | --------------- | ---------- | --------- | --------- | --------- | --------- | --------- | --------- | --------- |
| 2008-2009 | S.O. Avignon            | Championnat de France | 8e          | 13          | 84          | 3           | 36          | -           |                 |            |           |           |           |           |           |           |           |
| 2010      | Dragons Catalans        | Super League          | 14e         | 15          | 4           | -           | 2           | -           | Challenge Cup   | 1/2 finale | CE        | 4         | 8         | 2         | -         | -         |           |
| 2011      | Dragons Catalans        | Super League          | 2e tour     | 7           | 2           | -           | 1           | -           | Challenge Cup   | 1/8 finale |           |           |           |           |           |           |           |
| 2011-2012 | S.O. Avignon            | Championnat de France | 1/2 finale  |             |             |             | -           | -           |                 |            |           |           |           |           |           |           |           |
| 2012-2013 | S.O. Avignon            | Championnat de France | 1er tour    |             |             |             |             |             |                 |            |           | 2         | -         | -         | -         | -         |           |
| 2013-2014 | S.O. Avignon            | Championnat de France | 1er tour    |             |             |             | -           | -           |                 |            | CM        | 1         | -         | -         | -         | -         |           |
| 2014      | London Broncos          | Super League          | 14e         | 2           | 8           | -           | 4           | -           |                 |            | CE        | 1         | 4         | 1         | -         | -         |           |
| 2015      | Dragons Catalans        | Super League          | 7e          | 16          | 44          | 11          | -           | -           | Challenge Cup   | 1/4 finale | CE        | 3         | 16        | 4         | -         | -         |           |
| 2016      | Dragons Catalans        | Super League          | 6e          | 29          | 66          | 10          | 13          | -           | Challenge Cup   | 1/4 finale |           | 1         | 2         | -         | 1         | -         |           |
| 2017      | Dragons Catalans        | Super League          | 13e         | 16          | 51          | 8           | 9           | 1           | Challenge Cup   | 1/8 finale |           |           |           |           |           |           |           |
| 2018      | Dragons Catalans        | Super League          | 7e          | 23          | 56          | 6           | 13          | 6           | Challenge Cup   | Vainqueur  | CE        | 3         | 26        | 1         | 11        | -         |           |
| 2019      | Dragons Catalans        | Super League          | 7e          | 24          | 63          | 8           | 13          | 5           | Challenge Cup   | 1/4 finale |           |           |           |           |           |           |           |
| 2020      | Toronto Wolfpack        | Super League          | Forfait     | 3           | -           | -           | -           | -           | Challenge Cup   | Forfait    |           |           |           |           |           |           |           |
| 2020      | Wakefield Trinity       | Super League          | 10e         | 7           | 16          | 1           | 6           | -           |                 |            |           |           |           |           |           |           |           |
| 2020-2021 | S.O. Avignon            | Championnat de France | Demi-finale | 6           | 18          | 4           | -           | 2           |                 |            |           |           |           |           |           |           |           |
| 2021      | Toulouse olympique XIII | Championship          | Champion    | 11          | 10          | 2           | 2           | -           |                 |            |           | 1         | 8         | -         | 4         | -         |           |
| 2022      | Toulouse olympique XIII | Super League          | 12e         | 19          | 12          | 1           | 2           | -           |                 |            | CM        | 3         | 4         | 1         | -         | -         |           |
| 2022-2023 | Albi R.L.               | Championnat de France | Demi-finale | 10          | 22          | 3           | 5           | -           | Coupe de France | Finaliste  |           |           |           |           |           |           |           |
| 2023-2024 | Albi R.L.               | Championnat de France | Finaliste   | 18          | 18          | 4           | 1           | -           | Coupe de France | 1/4 finale |           |           |           |           |           |           |           |
| 2024-2025 | Albi R.L.               | Championnat de France | Champion    | 16          | 66          | 4           | 25          | -           | Coupe de France | Finaliste  |           |           |           |           |           |           |           |